# Anse Etoile

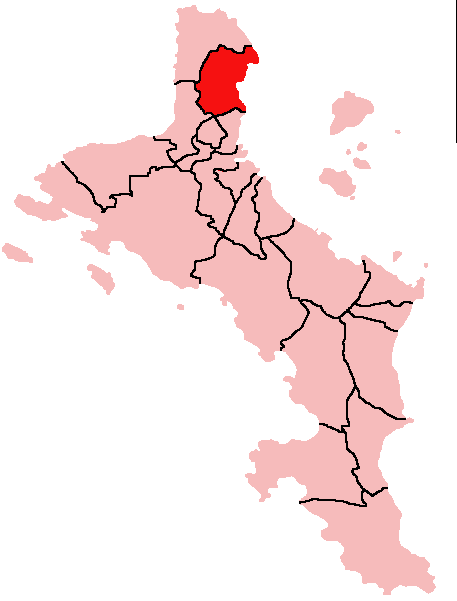
Distriktets läge.

Distriktet Anse Etoile är ett av Seychellernas 26  distrikt.

## Geografi
Distriktet har en yta på cirka 5,3 km² med cirka 4 200 invånare. Befolkningstätheten är 792 invånare / km².
Anse Etoile ligger i regionen Norra Mahé (North Mahé).

## Förvaltning
Distriktet förvaltas av en district administrator och ISO 3166-2koden är "SC-03". Huvudorten är Anse Etoile.
Sedan 1994 lyder varje distrikt under "Local Government" som är en enhet av departementet Ministry of Local Government, Youth and Sport. Distriktens roll är att främja tillgång av offentliga tjänster på lokal nivå.
Distriktets valspråk är: "Shine to the future" (Lys mot framtiden).